# Брезовице (община Пале)
Брезовице (на сръбски: Брезовице) е село в Босна и Херцеговина, разположено в община Пале, в ентитета на Република Сръбска. Населението му според преброяването през 2013 г. е 85 души, от тях: 85 (100 %) сърби.

## Население
Численост на населението според преброяванията през годините:
- 1961 – 63 души
- 1971 – 54 души
- 1981 – 30 души
- 1991 – 36 души
- 2013 – 85 души